# Селеуш (Загар)
Селеуш (рум. Seleuș) насеље је у Румунији у округу Муреш у општини Загар. Oпштина се налази на надморској висини од 353 m.

## Становништво
Према подацима из 2002. године у насељу је живело 244 становника.

### Попис2002.
| Расподела становништва по националности 2002.‍ | Расподела становништва по националности 2002.‍ | Расподела становништва по националности 2002.‍ | Расподела становништва по националности 2002.‍ | Расподела становништва по националности 2002.‍ |
| --------------------------------------------- | --------------------------------------------- | --------------------------------------------- | --------------------------------------------- | --------------------------------------------- |
|                                               |                                               |                                               |                                               |                                               |
| Румуни                                        | Румуни                                        |                                               | 170                                           | 70,5%                                         |
| Мађари                                        | Мађари                                        |                                               | 16                                            | 6,6%                                          |
| Роми                                          | Роми                                          |                                               | 38                                            | 15,8%                                         |
| Немци                                         | Немци                                         |                                               | 17                                            | 7,1%                                          |